# قرار مجلس الأمن التابع للأمم المتحدة رقم 1375
قرار مجلس الأمن التابع للأمم المتحدة رقم 1375، المتخذ بالإجماع في 29 أكتوبر / تشرين الأول 2001، بعد إعادة التأكيد على جميع قرارات وبيانات رئيس مجلس الأمن بشأن الحرب الأهلية في بوروندي، أيد الجهود التي تبذلها جنوب أفريقيا ودول أخرى لتنفيذ اتفاقات أروشا، ودعم إنشاء وجود أمني مؤقت متعدد الجنسيات في بوروندي.
وأكد مجلس الأمن من جديد أن اتفاق أروشا للسلام والمصالحة لا يزال يشكل الأساس لتسوية الصراع في بوروندي، ورحب بجهود الوساطة التي يبذلها رئيس جنوب أفريقيا السابق نيلسون مانديلا والأمم المتحدة. وكان هناك قلق من العنف المستمر في البلد وعواقبه على الحالة في بوروندي وعدم الاستقرار الإقليمي.
أيد القرار، الذي بادرت به جامايكا وموريشيوس،  تنصيب حكومة انتقالية في المستقبل في 1 نوفمبر 2001. وحث الجماعات المسلحة، بما فيها قوات الدفاع عن الديمقراطية وقوات التحرير الوطنية، على إنهاء الأعمال العدائية والهجمات ضد السكان المدنيين والدخول في مفاوضات كجزء من عملية السلام.
وأيد المجلس إنشاء وجود أمني مؤقت متعدد الجنسيات في البلاد لحماية القادة السياسيين العائدين وتدريب قوة حماية بوروندية، مطالبا الحكومة البوروندية بإبقاء المجلس على اطلاع بهذا الشأن. وستكون بعثة حفظ السلام هي المرة الأولى التي تشارك فيها جنوب إفريقيا في مثل هذه العملية. وأعرب عن استعداده للنظر في تقديم المزيد من الإسهامات لعملية السلام وحث المجتمع الدولي على تقديم المساعدة.

## روابط خارجية
- نص القرار في undocs.org